# Citi Open 2018
Відкритий чемпіонат Вашингтона 2018 (відомий як Citi Open за назвою спонсора) — тенісний турнір, що проходив на відкритих кортах з твердим покриттям William H.G. FitzGerald Tennis Center у Вашингтоні (США). Це був 50-й за ліком (серед чоловіків) і 8-й за ліком (серед жінок) Washington Open. Належав до категорії 500 в рамках Туру ATP 2018, а також до категорії International в рамках Туру WTA 2018. Тривав з 30 липня до 5 серпня 2018 року.

## Очки і призові

### Розподіл очок
| Дисципліна                 | П   | Ф   | ПФ  | ЧФ | 1/8 | 1/16 | 1/32 | Q   | Q2  | Q1  |
| Одиночний розряд, чоловіки | 500 | 300 | 180 | 90 | 45  | 20   | 0    | 10  | 4   | 0   |
| Парний розряд, чоловіки    | 500 | 300 | 180 | 90 | 0   | Н/Д  | Н/Д  | 45  | 25  | 0   |
| Одиночний розряд, жінки    | 280 | 180 | 110 | 60 | 30  | 1    | Н/Д  | 18  | 12  | 1   |
| Парний розряд, жінки       | 280 | 180 | 110 | 60 | 1   | Н/Д  | Н/Д  | Н/Д | Н/Д | Н/Д |

### Розподіл призових грошей
| Дисципліна                 | П        | Ф        | ПФ      | ЧФ      | 1/8     | 1/16    | 1/321  | Q2     | Q1   |
| Одиночний розряд, чоловіки | $384,120 | $188,315 | $94,755 | $48,195 | $25,025 | $13,200 | $7,130 | $1,460 | $745 |
| Парний розряд, чоловіки *  | $115,650 | $56,620  | $28,400 | $14,580 | $7,540  | Н/Д     | Н/Д    | Н/Д    | Н/Д  |
| Одиночний розряд, жінки    | $43,000  | $21,400  | $11,500 | $6,200  | $3,420  | $2,220  | Н/Д    | $1,285 | $750 |
| Парний розряд, жінки *     | $12,300  | $6,400   | $3,435  | $1,820  | $960    | Н/Д     | Н/Д    | Н/Д    | Н/Д  |

1 кваліфаєри отримують також гроші за 1/32 фіналу

* на пару

## Учасники основної сітки в рамках чоловічого турніру

### Сіяні пари
| Країна          | Гравець          | Рейтинг1 | Сіяний |
| --------------- | ---------------- | -------- | ------ |
| Німеччина       | Александр Зверєв | 3        | 1      |
| США             | Джон Ізнер       | 9        | 2      |
| Бельгія         | Давід Ґоффен     | 11       | 3      |
| Велика Британія | Кайл Едмунд      | 16       | 4      |
| Австралія       | Нік Киріос       | 18       | 5      |
| Франція         | Люка Пуй         | 19       | 6      |
| Японія          | Кей Нісікорі     | 20       | 7      |
| Південна Корея  | Хьон Чун         | 23       | 8      |
| Канада          | Денис Шаповалов  | 27       | 9      |
| Греція          | Стефанос Ціціпас | 32       | 10     |
| США             | Стів Джонсон     | 34       | 11     |
| Росія           | Карен Хачанов    | 35       | 12     |
| США             | Френсіс Тіафо    | 42       | 13     |
| Франція         | Жеремі Шарді     | 43       | 14     |
| Німеччина       | Міша Зверєв      | 45       | 15     |
| Росія           | Андрій Рубльов   | 46       | 16     |

- 1 Рейтинг подано станом на 23 липня 2018

### Інші учасники
Учасники, що потрапили до основної сітки завдяки вайлд-кард:
- Данило Медведєв
- Томмі Пол
- Ной Рубін
- Тім Смичек
- Стен Вавринка

Гравець, що потрапив у основну сітку завдяки захищеному рейтингові:
- Джеймс Дакворт

Гравчині, що потрапили до основної сітки через стадію кваліфікації:
- Алекс Болт
- Mitchell Krueger
- Thai-Son Kwiatkowski
- Венсан Мійо
- Йосуке Ватанукі
- Дональд Янг

Як щасливий лузер в основну сітку потрапили такі гравці:
- Джейсон Кублер

### Відмовились від участі
- Кевін Андерсон → його замінив  Губерт Гуркач
- Томаш Бердих → його замінив  Маккензі Макдоналд
- Юкі Бгамбрі → його замінив  Джеймс Дакворт
- Олександр Долгополов → його замінив  Ілля Івашко
- Нік Киріос → його замінив  Джейсон Кублер

### Знялись
- Венсан Мійо

## Учасники основної сітки в парному розряді

### Сіяні пари
| Країна          | Гравець        | Країна    | Гравець      | Рейтинг1 | Сіяний |
| --------------- | -------------- | --------- | ------------ | -------- | ------ |
| Австрія         | Олівер Марах   | Хорватія  | Мате Павич   | 5        | 1      |
| Фінляндія       | Генрі Контінен | Австралія | Джон Пірс    | 11       | 2      |
| Польща          | Лукаш Кубот    | Бразилія  | Марсело Мело | 19       | 3      |
| Велика Британія | Джеймі Маррей  | Бразилія  | Бруно Соарес | 27       | 4      |

- 1 Рейтинг подано станом на 23 липня 2018

### Інші учасники
Нижче наведено пари, які отримали вайлдкард на участь в основній сітці:
- Джеймс Серретані /  Леандер Паес
- Деніс Кудла /  Френсіс Тіафо

Нижче наведено пари, що пробились в основну сітку через стадію кваліфікації:
- Дівідж Шаран /  Артем Сітак

### Відмовились від участі
До початку турніру
- Нік Киріос

Під час турніру
- Міша Зверєв

## Учасниці основної сітки в рамках жіночого турніру

### Сіяні пари
| Країна    | Гравчиня          | Рейтинг 1 | Сіяна |
| --------- | ----------------- | --------- | ----- |
| Данія     | Каролін Возняцкі  | 2         | 1     |
| США       | Слоун Стівенс     | 3         | 2     |
| Японія    | Наомі Осака       | 17        | 3     |
| Росія     | Катерина Макарова | 30        | 4     |
| Сербія    | Александра Крунич | 44        | 5     |
| Швейцарія | Белінда Бенчич    | 45        | 6     |
| Хорватія  | Донна Векич       | 46        | 7     |
| Казахстан | Юлія Путінцева    | 53        | 8     |

- 1 Рейтинг подано станом на 23 липня 2018

### Інші учасниці
Учасниці, що потрапили до основної сітки завдяки вайлд-кард:
- Б'янка Андрееску
- Бетані Маттек-Сендс
- Кейті Свон

Такі тенісистки потрапили в основну сітку як особливий виняток:
- Чжен Сайсай

Гравчині, що пробились в основну сітку через стадію кваліфікації:
- Гаррієт Дарт
- Ангеліна Калініна
- Аллі Кік
- Софія Жук

Такі тенісистки потрапили в основну сітку як Щасливі лузери:
- Їсалін Бонавентюре
- Майо Хібі

### Відмовились від участі
До початку турніру
- Б'янка Андрееску → її замінила  Майо Хібі
- Заріна Діяс → її замінила  Олівія Роговська
- Кірстен Фліпкенс → її замінила  Нао Хібіно
- Дарія Гаврилова → її замінила  Наталія Віхлянцева
- Каміла Джорджі → її замінила  Фанні Штоллар
- Сє Шувей → її замінила  Хань Сіньюнь
- Моніка Нікулеску → її замінила  Крісті Ан
- Анастасія Севастова → її замінила  Кейті Баултер
- Барбора Стрицова → її замінила  Андреа Петкович
- Леся Цуренко → її замінила  Каролін Доулгайд
- Каролін Возняцкі → її замінила  Їсалін Бонавентюре

Під час турніру
- Нао Хібіно

## Учасниці основної сітки в парному розряді

### Сіяні пари
| Країна            | Гравчиня       | Країна        | Гравчиня        | Рейтинг1 | Сіяна |
| ----------------- | -------------- | ------------- | --------------- | -------- | ----- |
| Китайський Тайбей | Чжань Хаоцін   | КНР           | Ян Чжаосюань    | 44       | 1     |
| Японія            | Аояма Сюко     | Чехія         | Рената Ворачова | 87       | 2     |
| КНР               | Хань Сіньюнь   | Хорватія      | Дарія Юрак      | 182      | 3     |
| Чилі              | Алекса Гуарачі | Нова Зеландія | Ерін Рутліфф    | 211      | 4     |

- 1 Рейтинг подано станом на 23 липня 2018

### Інші учасниці
Нижче наведено пари, які отримали вайлдкард на участь в основній сітці:
- Nicole Hammond /  Kristýna Nepivodová
- Алана Сміт /  Наташа Субгаш

Наведені нижче пари отримали місце як заміна:
- Кейті Свон /  Розалі ван дер Гук

### Відмовились від участі
До початку турніру
- Галина Воскобоєва
- Чжен Сайсай

## Переможці та фіналісти

### Чоловіки. Одиночний розряд
- Александр Зверєв —  Алекс де Мінор, 6–2, 6–4

### Одиночний розряд. Жінки
- Світлана Кузнецова —  Донна Векич, 4–6, 7–6(9–7), 6–2

### Парний розряд. Чоловіки
- Джеймі Маррей /  Бруно Соарес —  Майк Браян /  Едуар Роже-Васслен, 3–6, 6–3, [10–4]

### Парний розряд. Жінки
- Хань Сіньюнь /  Дарія Юрак —  Алекса Гуарачі /  Ерін Рутліфф, 6–3, 6–2